# La masseria delle allodole
La masseria delle allodole is een Italiaanse dramafilm uit 2007 onder regie van de gebroeders Paolo en Vittorio Taviani. De film is gebaseerd op de gelijknamige roman (2004) van de Italiaans-Armeense schrijfster Antonia Arslan. Dit drama is een van de zeldzame speelfilms waarin de Armeense Genocide ter sprake komt.

## Verhaal
Aram Avakian is een Armeens landheer in Anatolië. Zijn broer Assadour is arts in de Italiaanse stad Venetië. Rond 1915 besluiten de broers elkaar te ontmoeten in hun geboorteland. Ze maken zich op voor het weerzien, terwijl hun familie thuis de nodige voorbereidingen treft. Dan verandert in het Ottomaanse Rijk echter het politieke klimaat. De Jonge Turken zijn er aan de macht en zij willen de etnische minderheden uit de weg ruimen. Dat leidt tot de Armeense Genocide, die ook de familie Avakian zal treffen.

## Rolverdeling
- Paz Vega: Nunik
- Moritz Bleibtreu: Yusuf
- Alessandro Preziosi: Egon
- Ángela Molina: Ismene
- Arsinée Khanjian: Armineh
- Mohammed Bakri: Nazim
- Tchéky Karyo: Aram
- Mariano Rigillo: Assadour
- Hristo Shopov: Isman
- Christo Jivkov: Sarkis
- André Dussollier: kolonel Arkan